# Лорделу (Монсан)
Лорделу (порт. Lordelo) — район (фрегезія) в Португалії,  входить в округ Віана-ду-Каштелу. Є складовою частиною муніципалітету  Монсан. За старим адміністративним устроєм входив у провінцію Мінью. Входить в економіко-статистичний  субрегіон Мінью-Ліма, який входить в Північний регіон. Населення складає 141 чоловік на 2001 рік. Займає площу 5,52 км².
Покровителькою району вважається Діва Марія (порт. Nossa Senhora do Ó).
| Португалія | Це незавершена стаття з географії Португалії. Ви можете допомогти проєкту, виправивши або дописавши її. |